# Баш-Пармак

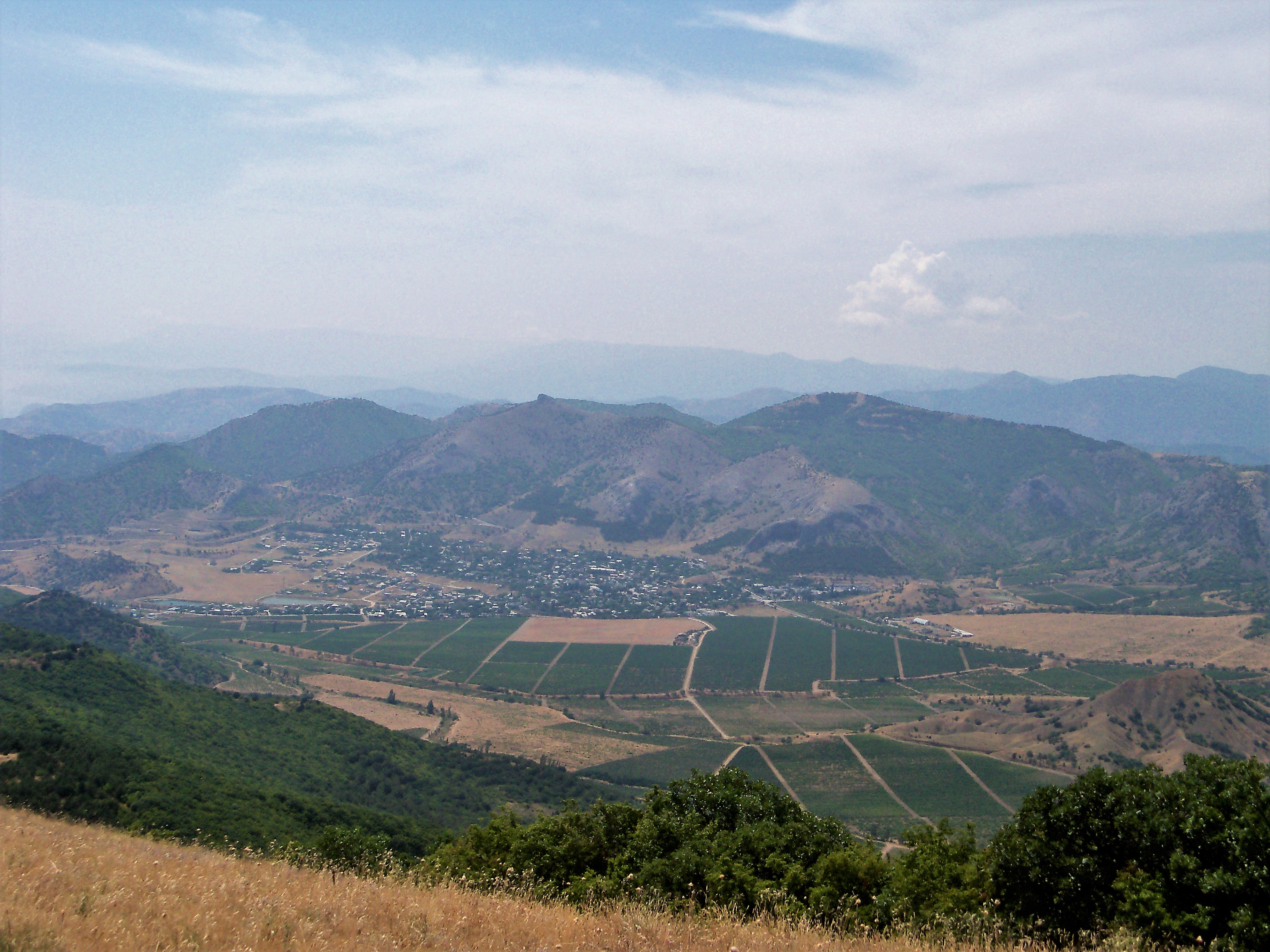
Село Веселе (внизу) і гора Баш-Пармак (по центру). Праворуч — гора Вигла. Вид з гори Перчем-Кая.

Баш-Пармак (тюрк. баш пармак — великий (перший) палець) — майже оголена гора, близька до конічної, з прикметною високою скелею на вершині, схожою на великий палець. Висота 518 м. По схилах розходиться віялоподібно кілька скелястих відрогів. За 1 км на захід від нп Веселе (Судак.).